# Calais
Calais este un oraș în Franța, sub-prefectură a departamentului Pas-de-Calais în regiunea Hauts-de-France. Este înfrățit cu orașul Brăila din România.

## Istorie
Oraș-port în Franța septentrională, este situată pe țărmurile sudice ale strâmtorii Pas-de-Calais, în fața portului britanic Dover. Fortăreață și port al comitatului de Boulogne, orașul a fost ocupat, după o eroică rezistență, în 1347 de către Anglia, și a rămas ultima stăpânire engleză de pe teritoriul Franței (1558). În secolul al XIV-lea portul cunoaște o deosebită înflorire în urma comerțului cu lână între Anglia și continent. La sfârșitul secolului al XIX-lea se creează un port modern. Cele două războaie mondiale au adus mari prejudicii orașului vechi care a suferit mult de pe urma bombardamentelor. Azi orașul are 70,700 locuitori și este un port cu activitate complexă (de pescuit, comercial și de călătorii). Prin activitatea sa portul a dirijat și dezvoltarea industrială a orașului, astfel că astăzi în Calais există o importantă industrie textilă (dantele și țesături din fire și fibre sintetice, confecții), uzine chimice, metalurgice, electrotehnice și întreprinderi ale industriei alimentare).

## Portul
Intrarea în portul Calais are o adâncime de 7 m și o lărgime de peste 130 m. Portul situat în nordul orașului, în cartierul Nioux-Calais, este organizat în mai multe bazine și docuri. Bazinul de est, utilizat în special de navele comerciale mari, este dotat cu două cheiuri : Cheiul Nordic, de peste 470 m lungime și cu adâncimi care nu depășesc 4.50 m, este servit de două macarale electrice de mică capacitate, și Cheiul sudic, cu o lungime de peste 240 m și cu adâncimi de ancoraj sudic, cu o lungime de peste 240m și cu adancimi de ancoraj de 7 m, dotat cu patru macarale electrice de 6t capacitate și cu un depozit recent construit de 6 400 m². Bazinul de vest este specializat în primirea diverselor mărfuri, a cărbunilor, a fierului și a lemnului pentru construcții, fiind dotat și cu un doc pentru navele pescărești. Lângă acest bazin se află două docuri adânci care comunică cu Bazinul de vest printr-o ecluză. Docul Carnot are aproape 12 ha și o lungime totală a cheiurilor de 1,9 km. La cheiurile acestui doc funcționează 25 de macarale electrice de diverse capacități care servesc navele și cei 6 100 m² hangare pentru depozitarea mărfurilor. Docul de vest cuprinde o dană nouă de aproape 300 m lungime la care lucrează nouă macarale electrice de capacitate mică.
Vizitat anual de circa 2 500 de nave, care încarcă și descarcă peste 1,8 milioane tone mărfuri, acest port este specializat mai ales în importuri, care însumează circa 1,5 milioane tone. Intrările sunt dominate de oțeluri , lână, pastă de lemn, cherestea și hârtie, sulf, pirită, nitrați, sulfați, și diverse minereuri, amoniac, cărbune, vinuri și animale vii, iar la ieșiri se înregistrează mari cantități de fructe, verdețuri, produse textile, automobile, fier și grâu.
Portul Calais este totodată și un port de pasageri, legat prin ferry-boat-uri cu portul Dover, prin care trec anual peste 1,5 milioane de persoane. În cadrul portului există un șantier de reparații navale care dispune de un doc uscat de 150m lungime.